# فیلیپ آنستروتر
فیلیپ آنستروتر (انگلیسی: Philip Anstruther؛ 1682 – ۱۱ نوامبر ۱۷۶۰) نظامی و سیاستمدار اهل پادشاهی بریتانیای کبیر بود.